# Poldenhünensteine
De Poldenhünensteine is een ganggraf in de gemeente Spahnharrenstätte, Landkreis Emsland in Nedersaksen. Het megalithishe bouwwerk werd tussen 3500 en 2800 v.Chr. opgericht en wordt toegeschreven aan de Trechterbekercultuur. Het is bekend onder Sprockhoff Nr. 829 en het is een onderdeel van de Straße der Megalithkultur.

## Kenmerken
De kamer is 1,7 meter tot 2 meter breed en nog zes meter lang. Omdat de oostelijke sluitsteen  ontbreekt, nam Ernst Sprockhoff (die het bouwwerk in 1826 onderzocht) aan dat er aan de oostkant tenminste nog een paar draagstenen gestaan hebben. De middelste van de oorspronkelijk drie dekstenen ontbreekt. Voor het overige gedeelte is de oost-west georiënteerde kamer compleet. 
Resten van de dekheuvel zijn zichtbaar. Van de oorspronkelijke steenkrans zijn nog maar twee stenen bewaard gebleven. De toegang lag vermoedelijk aan de zuidelijke kant van de kamer.
Er zijn enkele keramiekscherven uit de Trechterbekercultuur aangetroffen.
Bijzonderheid is dat een lengte in de draagstenen is opgelost. De bouwers hebben een zwerfsteen op de draagsteen geplaatst om het verschil in lengte op te lossen.

## Weblinks
- Poldenhünensteine: Kurzbeschreibung Plan und Bilder